# لوئیس لوی
لوئیس لوی (انگلیسی: Louis Levy؛ ۲۰ نوامبر ۱۸۹۴ – ۱۸ اوت ۱۹۵۷) یک آهنگساز بود.
وی آهنگساز فیلم‌هایی همچون ۳۹ پله، خانم ناپدید می‌شود، منفجرکننده‌های سد، قلبم ندا می‌دهد و والتزس از وین بوده است.